# Silvana Manganová
Silvana Manganová (nepřechýleně Silvana Mangano; 21. dubna 1930 Řím – 16. prosince 1989 Madrid) byla italská filmová herečka.

## Život
Po otci byla italského a po matce anglického původu. Věnovala se tanci a modelingu, v roce 1945 debutovala u filmu. V roce 1946 vyhrála soutěž o římskou královnu krásy. Jejím největším hereckým úspěchem byla hlavní ženská role v sociálním dramatu Giuseppeho de Santise Hořká rýže. V padesátých letech patřila k erotickým symbolům italské kinematografie, později vynikla také v rolích zralých žen, jako ve filmech Král Oidipus (režie Pier Paolo Pasolini, 1967) a Smrt v Benátkách (režie Luchino Visconti, 1971).
Třikrát získala cenu Donatellův David pro nejlepší herečku (1963, 1967 a 1973) a třikrát Nastro d'Argento (1955 a 1964 za hlavní roli a 1972 za vedlejší roli).
V letech 1949 až 1988 byl jejím manželem producent Dino De Laurentiis, s nímž měla čtyři děti. Zemřela ve věku 59 let na rakovinu plic.

## Filmografie
- 1987 Oči černé
- 1984 Duna
- 1975 Un sorriso, uno schiaffo, un bacio in bocca - a.z.
- 1974 Rodinný portrét
- 1973 Ludvík Bavorský
- 1972 D'amore si muore
- 1972 Vysoká karetní hra
- 1971 Dekameron
- 1971 Scipione detto anche l'africano
- 1971 Smrt v Benátkách
- 1968 Rozmar po italsku
- 1968 Teoréma
- 1967 Oidipus král
- 1967 Scusi, lei è favorevole o contrario?
- 1967 Čarodějky
- 1966 Já, já, já ... a ti druzí
- 1964 Il disco volante
- 1964 Moje žena
- 1963 Veronský proces
- 1961 Barabáš
- 1961 Kriminálníci
- 1961 Poslední soud
- 1961 Una Vita difficile
- 1960 5 Branded Women
- 1959 Velká válka
- 1958 Gardový seržant
- 1958 Mořská zeď
- 1957 Lidé a vlci
- 1954 Mambo
- 1954 Ulisse
- 1954 Zlato Neapole
- 1953 Nejkomičtější představení na světě
- 1951 Anna
- 1950 Il Brigante Musolino
- 1949 Black Magic
- 1949 Il lupo della Sila
- 1948 Hořká rýže
- 1948 Gli Uomini sono nemici
- 1947 Il Delitto di Giovanni Episcopo
- 1946 Elisir d'amore
- 1945 Jugement dernier